# Lascoria inobtrusa
Lascoria inobtrusa là một loài bướm đêm trong họ Noctuidae.